# Stefan George
Stefan George (12. juli 1868 – 4. december 1933) var en tysk digter og forfatter. Han blev født i Büdesheim ved Bingen am Rhein som søn af en vinhandler. Han døde i eksil i Minusio ved Locarno.
I det ydre var Georges liv præget af beundrende venner; først (i München) Kosmikerne, siden kredsen af disciple (i Berlin, München, Heidelberg og barndomsbyen Bingen). George var en prominent homoseksuel.
Hans venner var som hovedregel jøder og endda zionister som Karl Wolfskehl.
Georges poesi var af en aristokratisk og fjern ethos; hans vers var formelle i stil, lyriske i tone og ofte mystiske i sprog, inspireret af klassiske græske digtformer som oprør mod realismen i tysk litteratur. George mente, at poesiens formål var distance fra verden, og han var en stærk tilhænger af kunst for kunstens skyld. Hans digtning havde mange forbindelser til den franske symbolisme og til Nietzsche.

## Tidslinje
1868. Stefan Anton George fødes den 12. juli i Büdesheim ved Bingen, som søn af vinhandler Stephan George og Eva George, f. Schmitt.
Deres tre børn Stephan, hans storesøster Anna Maria Ottilie og lillebror Friedrich Johann Baptist forbliver alle ugifte og barnløse.
1871. Det tyske rige grundlægges efter sejren over Frankrig, hvorefter Bismarck i Versailles udråber Preussens konge til tysk kejser.
1876. Optages i Bingens realskole.
1882-1888. Elev på Ludwig-Georg-Gymnasium, Darmstadt. Første digteriske forsøg. Kalder sig en tid for Etienne, den franske form af Stefan.
1883. Richard Wagner dør i Venedig.
1887. Udgiver elevbladet »ROSEN UND DISTELN«.
Efter studentereksamen rejse til London.
Om efteråret rejse til Schweiz.
Rejse til Italien (Torino, Milano). I Paris, kontakt med symbolisterne Albert Jean-Paul, Mallarmé og Verlaine. Rejse til Spanien.
1889-1891 studerer ved det Filosofiske fakultet i Berlin.
1890. Forlovet med Ida Koblenz (senere gift med Richard Dehmels).
Sensommer og efterår rejser til København og Paris. Debuterer
med »HYMNEN« (hymner), trykt i 100 eksemplarer.
1891. Rejser til Wien, München og England. Tilbage i Wien lærer George Hugo von Hofmannsthal at kende. Han udfordrer ham til duel, men de bliver venner, fortrinsvis gennem brevkorrespondance
Oversætter Baudelaies FLEUR DU MAL til tysk (udkommer 1901).
1892. Første nummer af DIE BLÄTTER FÜR DIE KUNST udkommer i 100 eks.
1892. Besøger Paul Gérardy i Belgien. Træffer Wacław Rosclicz-Lieder.
1893 Træffer Ludwig Klages, Karl Wolfskehl og tegneren Karl Bauer.
1894. Grafikeren Melchior Lechter bliver Georges bogdesigner – og ven.
Venskab med Richard Perls. Træffer den hollandske digter
Albert Verwey i Nordwijk i Holland, og de bliver nært forbundne.
1896. Træffer Sabine og Reinhold Lepsius i Berlin. Brud med Ida Auerbach, f. Coblenz. Første offentlige oplæsning (i Haag).
1897. DAS JAHR DER SEELE (sjælens år) udkommer med omslag af Melchior Lechter. Digtsamlingen er Georges gennembrud. NACH DER LESE i første bog er Georges mest reciterede digt, en kritik af militarismen og et opgør med den konfliktsky borgerlige, tanketomme ledsagerske i parken, med adresse til Georges forhenværende kæreste Ida Koblenz. Georges første oplæsning i Lepsius’ salon i Schwabing. Træffer Schuler og C. M. Scott.
1898. Træffer i Italien Georg Bondi, Georges forlægger efter Gesammelte Werke, efterfulgt af Helmut Küppers forlag siden købt af Ernst Jüngers forlag Klett-Cotta.
1899. Lærer gennem Wolskehl den unge Friedrich Gundolf at kende.
1900. Friedrich Nietzsche dør af syfilis og en heraf afledet skizofreni.
1901. Maleren Arnold Böcklin dør. Vandrefuglebevægelsen opstår.
1902. Træffer hos Karl Wolfskehl i München den 14-årige gymnasiast Max Kronberger 1888-1904, der under navnet Maximin bliver en slags senantik hedensk-kristologisk fetish-muse for George.
1904. Brud med Ludwig Klages (januar). Sidste møde Hofmannsthal (29. marts). Max Kronberger dør 15. april af meningitis dagen efter sin 16 års fødselsdag. Kontakt med Friedrich Wolters. International finanskrise.
1906. Sidste brev fra Hugo von Hofmannsthal til Stefan George. 2. del af oversættelser af samtidige digte, »ZEITGENNÖSSISCHE DICHTER«. Første kontakt med Ernst Morwitz og Robert Boehringer.
1907. Faderen dør 12. maj. MAXIMIN. EIN GEDENKBUCH og DER SIEBENTE RING.
1909. Oversættelser af Dante (privattryk). De offentliggøres først i 1912.
Udgiver en smuk, let homoerotisk »omdigtning« af Shakespeares sonetter, hvorved den toneangivende østrigske kulturradikale litterat Karl Kraus kritiserer George for ikke at gå filologisk og metodisk til værks. George træffer billedhuggeren Ludwig Thormaehlen.
1910. Opsøges af nationaløkonomen Max Weber, der i Georges kreds
ser en model på en åndelig stat. Weber og George bliver venner. Hölderlins Pindar-oversættelser afdækkes. Træffer Percy Gothein.
1912. Udgiver 2. og sidste del af »ZEITGENÖSSIGE DICHTER«. Offentliggør de stærkt udvidede Dante-oversættelser. Wacław Rosclicz-Lieder dør.
1914-1918. Verdenskrigen bryder ud 1. august 1914. Kejser Wilhelm II flygter over hals og hoved til Holland, hvor han dør i 1941. På ruinerne af kejserriget vokser Weimarrepublikken ved Karl Liebknecht (9. november 1918). Reaktionære frikorps nedkæmper i Berlin Sovjetopstanden og Trotskijs verdensrevolution i forlængelse af oktoberrevolution og Münchens rådsrepublikker og Lenins proklamation af Verdensrevolutionen.
1917. Digtet DER KRIEG (Krigen) udkommer som særtryk i 6.000 eksemplarer blandt andet til salg i skyttegravene på Vestfronten.
1918. Kæresteparret Adalbert Cohr og Bernhard von Uxkull begår dobbeltselvmord ved fronten. George skriver i den anledning et mindedigt som en dialog.
1919. Med 12. årgang går tidsskriftet BLÄTTER FÜR DIE KUNST ind. Brud med Albert Verwey. Bingen besættes af franske soldater.
1920. Venskab med Ernst Kantorowitz. Friedrich Gundolfs ÜBER GEORGE (rev. 1930, 31).
1921. Stifter venskab med Max Kommerell. Georges sidste enkeltstående digtsamling, DREI GESÄNGE« (TRE SANGE) udkommer. Digte herfra indarbejdes syv år senere i samlingen DAS NEUE REICH (DET NYE RIGE) som bind IX af de samlede værker, Gesamtausgabe der Werke.
1922. Stifter venskab med reform-særlingen Johann Anton.
1923. Første kontakt med brødrene Stauffenberg. Tysk hyperinflation.
1924. George nedlægger en krans ved kejser Frederik Barbarossas grav i Palermo.
1926. Rainer Maria Rilke dør.
1927-34 Udgivelsen af Gesammelte Werke i atten bind påbegyndes i 1927. Bind IX = DAS NEUE REICH (1928), udgives på initiativ af Berthold von Stauffenberg, redaktøren af dette (opsamlings-)bind.
1929. Hugo von Hofmannsthal dør.
1930. Bryder med Max Kommerell, der vælger at skrive disputats om Hugo von Hofmannsthal, og ikke om George, hvilket sårer den tidligere mentors stærke selvfølelse.
Friedrich Wolters dør efter udgivelsen af sin afhandling: STEFAN GEORGE UND DIE BLÄTTER FÜR DIE KUNST.
1931. Friedrich Gundolf dør efter fire års kamp af cancer. Johann Anton begår selvmord. Julius Landmanns begår selvmord. Georges første vinter i Minusios milde klima, hvor han erhverver sig et hus.
1932. Anden vinter i Minusio. Er stærkt plaget af en kronisk nyrelidelse.
1933. 30. januar. Hitler udnævnes til rigskansler.
27. februar. Rigsdagen brænder. Der indføres undtagelsestilstand.
28. februar. Hanna og Karl Wolfskehl flygter fra Tyskland til Rom.
Wolfskehl formulerer Georges pure afvisning af Goebbels.
8. juli. Georges afrejse fra Bingen. Han opholder sig herefter i Berlin samt i Minusio ved Lucarno i Kanton Ticino, Schweiz.
12. juli. Nazisterne fejrer pompøst fødselsdagen for den (eksilerede) digter, der holder sig helt fri af offentligheden. Kantorowitch overbringer lykønskningskorrespondancen fra bl.a. Joseph Goebbels.
24. august. George forlader Tyskland for stedse og flytter til Minusio. Han eksilerer ikke som Dante, men var selvvalgt ostraceret.
4. december kl. 01.15. George dør af hjerteanfald på hospitalet i Lucarno. Billedhuggeren Ludwig Thormaehlen befinder sig ved dødslejet.
De sidste ord: »I børn«, »sig intet«, »genug, genug« (det er nok nu).
6. december. George begraves på kirkegården i Minusio kl. 08.15.
1942. Digtet DER WIDERCHRIST (Anti-krist) nedkastes over Tyskland som allieret flyveblad i adskillige 100.000 eksemplarer.
1944. Hitlers attentatmand Claus von Stauffenberg erklærer med et metafor for Georges Stat foran eksekutionspelotonen: »LEVE DET HEMMELIGE TYSKLAND!”

## Stefan George på dansk
Ole Wivel: Stefan George og hans Betydning for tysk Aandsliv. København, 1943. Universitetsopgave, ikke publiceret.
Stefan George: DEN DØDE STAD. Digte i udvalg – gengivet på dansk og kommenteret af Madeline Rundsten. 488 sider, ill. København, Forlaget MillennivM, 2009. ISBN 978-87-90699-08-6 (udgivelsesdato 15. maj 2009)
http://www.millen.dk/george Arkiveret 5. marts 2016 hos  Wayback Machine